# Jacques Rozier
Jacques Rozier (Parigi, 10 novembre 1926 – Théoule-sur-Mer, 31 maggio 2023) è stato un regista francese, esponente della Nouvelle Vague.

## Biografia
Jacques Rozier nacque a Parigi nel 1926 e crebbe nel quartiere di Batignolles.
Studiò all'IDHEC nel 1948-1949. Per il suo film di laurea, si recò in Provenza con le sue bobine e una macchina fotografica e filmò le prime immagini del suo futuro cortometraggio Rentrée des classes.
Dopo gli studi, lavorò come assistente televisivo con registi come Marcel Bluwal, Stellio Lorenzi e Claude Loursais, che giravano film negli studi delle Buttes Chaumont. Rozier affermò di essere colpito e influenzato dalla loro velocità di esecuzione e la loro capacità di girare film con i mezzi disponibili.
Svolse in quel periodo uno stage sulle riprese di French Cancan di Jean Renoir.
Con i soldi guadagnati in televisione, acquistò pellicole per girare Rentrée des classes. Realizzato nel 1955, può essere considerato il primo film della Nouvelle Vague, insieme a La pointe courte di Agnès Varda.
Con i soldi ottenuti dalla vendita di Rentrée des classes, Rozier produsse il cortometraggio Blue Jeans. Incontrò allora Jean-Luc Godard mentre presentava Blue Jeans alle giornate internazionali del cortometraggio di Tours nel 1958. All'epoca, Godard era un critico cinematografico di Arts e scrisse un articolo intitolato Resnais, Varda, Demy et Rozier dominent le Festival de Tours (t.l. Resnais, Varda, Demy e Rozier dominano il Festival di Tours), il che suonava come una provocazione dato che Agnès Varda, Jacques Demy e Jacques Rozier erano allora completamente sconosciuti (Alain Resnais, invece, era già un affermato documentarista). Godard descrive così Blue Jeans:
Blue Jeans venne in seguito distribuito in sala insieme con il film di John Berry Il giovane leone (Oh! Qué mambo) (1959).
Dopo il successo di Fino all'ultimo respiro (À bout de souffle), nel 1960, Jean-Luc Godard presentò Jacques Rozier al suo produttore, Georges de Beauregard. Quest'ultimo consentì a Rozier di dirigere il suo primo lungometraggio, Desideri nel sole (Adieu Philippine).  Ispirato all'estetica del neorealismo italiano, Rozier scelse i suoi attori per strada. Ma la produzione del film fu difficile. Le riprese si svolsero in parte in Corsica, in montagna, in luoghi raggiungibili solo a dorso di mulo. La colonna sonora andò perduta e Rozier, non avendo conservato alcuna traccia scritta dei dialoghi, dovette ricostruirli leggendo le labbra degli attori. George de Beauregard non credette allora più al film e Rozier dovette acquistarne i diritti con gli amici per completare la pellicola ed essere in grado di presentarla al festival di Cannes nel 1962: il film, selezionato per la prima edizione della settimana della critica, ricevette un premio e arrivò finalmente nei cinema nel settembre del 1963 dove viene salutato dalla critica e diventa uno dei film emblematici della Nouvelle Vague. Jean-Michel Frodon lo giudicò il film che meglio condensa lo spirito della Nouvelle Vague. Il critico Louis Skorecki lo descrive così:
Il cinema di Rozier dimostra specificità che lo distinguono nettamente da tutto quello fatto prima di lui. Jacques Mandelbaum lo definisce come segue:
Pascal Thomas lo descrive con le parole seguenti:
Negli anni 2000 aveva intenzione di realizzare una commedia chiamata Le Perroquet parisien, inizialmente Le Perroquet bleu, sul mondo del cinema. Le riprese, iniziate nel 2006, furono però interrotte a causa di problemi di produzione.

## Filmografia
- Rentrée des classes - cortometraggio (1955)
- Blue Jeans - cortometraggio (1958)
- Desideri nel sole (Adieu Philippine) (1962)
- Dans le vent - cortometraggio (1963)
- Paparazzi - cortometraggio (1964)
- Le parti des choses: Bardot et Godard - cortometraggio documentario (1964)
- Jean Vigo, episodio della serie Cinéastes de notre temps - documentario TV (1964)
- Dim Dam Dom - serie TV, 1x26 (1967)[10]
- Ni figue ni raisin - serie TV, 1x06-1x08 (1967-1968)
- Au coeur de la musique - serie TV, un episodio (1967)
- Vive le cinéma - serie TV, un episodio (1972)
- Du côté d'Orouët (1973)
- Les Naufragés de l'île de la Tortue (1976)
- Nono Nénesse - cortometraggio (1976)
- Cinéma cinémas - serie TV, un episodio (1983)
- Maine Océan (1986)
- Joséphine en tournée - serie TV, 4 episodi (1990)
- Revenez plaisirs exilés! (Alceste) - serie TV, un episodio (1992)
- Comment devenir cinéaste sans se prendre la tête - cortometraggio (1995)
- Nous, sans-papiers de France - cortometraggio (1997)
- Fifi Martingale (2001)